# Delcourt
Delcourt (рус. Делькур) — французское издательство BD, комиксов и манги под маркой Akata. На 2009 год Delcourt являлось третьим по величине издателем франко-бельгийских комиксов после Média-Participations и Glénat и выпускало 480 наименований комиксов.

## История
В 1986 году происходит слияние Charlie Mensuel и Pilote, в котором Guy Delcourt был главным редактором. В ответ на это он решает создать своё собственное издательство: Guy Delcourt Productions. Делькур забирает с собой некоторых авторов, например, Оливье Ватена и Тьерри Кайетто, которые станут авторами первого альбома, опубликованного новым издательством : Galères balnéaires (первый эпизод серии Приключения Фреда и Боба), сборника коротких историй, до этого выходивших в Pilote.
Вначале Делькур намеревается посвятить все силы выпуску переводов, переизданию уже выходившего и выпуску сборников. Его первым большим успехом становится альбомLa Bande à Renaud, состоящий из адаптаций художниками песен Рено.
Читая лекции в Академии искусств в Ангулеме, Делькур открывает для себя множество молодых талантов: Alain Ayroles, Turf, Jean-Luc Masbou, Mazan, Claire Wendling и Stéphane Servain.
С июня 2001 года по июль 2003 издания Delcourt стали выпускать ежемесячный журнал с превью своих серий под названием Pavillon Rouge.
Издания Delcourt распространяются через Delsol, организацию, созданную совместно с издательством Soleil в 2004 году, и через Hachette.
В августе 2004 вышел тысячный альбом издательства. 
С апреля 2005 года под влиянием Thierry Mornet, старого работника издательства Semic, Delcourt начинает публикацию трёх серийных журналов американских комиксов: Aspen, Top Comics и Les Chroniques de Spawn.

## Ритм выходов изданий
- 1986 : 3 новинки
- 1987 - 1989 : от 10 до 20 новинок в год
- 1989 - 1997 : от 20 до 50 новинок в год
- 1998 - 2001 : от 60 до 100 новинок в год
- 2002 : 104 новинки + 6 томов манги
- 2003 : 116 новинок + 51 том манги
- 2004 : 140 новинок + 71 том манги
- 2005 : 212 новинки, из которых около 80 наименований — манга
- 2006 : 266 новинок, из которых около 90 наименований — манга, 45 — комиксы и 22 — для молодёжи